# Вучитрън (община)
Община Вучитрън се намира в Митровски окръг, Косово. Има площ от 349 км2, а населението е 62 026 души, по приблизителна оценка за 2019 г. Административен център на общината е град Вучитрън.

## Население
През 2005 г. – 102 662 души:
- 98 000 (95,4%) – албанци
- 4137 (4,0%) – сърби
- 125 (0,1%) – цигани
- 400 (0,4%) – други